# Adris
Adris is een geslacht van vlinders van de familie spinneruilen (Erebidae), uit de onderfamilie Calpinae.

## Soorten
- A. abathyglypta Prout, 1928
- A. okurai Okano, 1964
- A. sikhimensis Butler, 1895
- A. tyrannus Guenée, 1852